# Cheo Marquetti
José Cheo Marquetti nació un 4 de abril de 1909, en Alquízar, La Habana, Cuba muere el 29 de marzo de 1967, La Habana, Cuba) fue un cantante y compositor en los estilos de guajira-son, danzón, son cubano, son montuno, guaracha. Comenzó su carrera a finales de 1930 como cantante de danzones en la Orquesta de Belén Puig, y el Conjunto de Ernesto Muñoz. Luego se unió a una serie de septetos, entre ellos Septeto Cauto, liderado por Mozo 'Manuel' Borgella con quien se incorporó por primera vez en 1940, seguido por Septeto Hatuey, Septeto Fachenda y el famoso Sexteto Habanero.

## Salidas de Cuba
En un esfuerzo por lograr un reconocimiento más amplio en su carrera salió de Cuba a México a mediados de los años cuarenta. Tuvo un gran éxito, y regresó en 1953. 
De regreso en La Habana se incorporó a la Orquesta Sensación, dirigida por Rolando Valdez para reemplazar brevemente al famoso sonero Abelardo Barroso. Al finalizar este compromiso se incorporó a otro grupo cuya fama sobrevive hoy en día, Chappottín Sus Estrellas, cuyos miembros en la cima de su éxito  fueron Félix Chapotín, Miguelito Cuní, René Álvarez y Lili, Luis Martínez, así como Marquetti. 
En 1955 creó su propio conjunto llamado Conjunto Los Salseros desintegrado en 1957, con el que grabó un par de discos para la disquera Panart y etiquetas Egrem .
En 1957 viajó a Venezuela y a su regreso se reincorporó a la Orquesta Sensación. En 1958 dejó el grupo y formó otro conjunto e hizo otras grabaciones. En 1961 disolvió su grupo para ir a Panamá. Regresó a La Habana en 1963. Después de su regreso fue un colaborador ocasional en el Grupo Tutankamen. 
Murió, casi olvidado, en 1967 a la edad relativamente joven de 57 años.